# Bodas de cristal
Bodas de cristal es una película de Argentina filmada en Eastmancolor, dirigida por Rodolfo Costamagna según el guion de Silvina Bullrich, basada en su novela homónima, estrenada el 3 de abril de 1975 y que tuvo como actores principales a Alberto Closas, Susana Campos, Soledad Silveyra y María Vaner.

## Sinopsis
En un matrimonio que cumple quince años de casados, el hombre ya maduro empieza una relación con una joven y la esposa se desquita con un viejo recuerdo.

## Reparto
Participaron del filme los siguientes intérpretes:
- Alberto Closas
- Susana Campos
- Soledad Silveyra
- María Vaner
- Aldo Barbero
- Claudio Levrino
- Alicia Berdaxagar
- Betiana Blum
- Lydia Lamaison
- Luis Castromil
- Graciela A. Nilsson
- Susana Gilart
- Rubén Tobías

## Comentarios
Mayoría escribió:

”Un drama de la burguesía.”

La Nación opinó:

”Las innovaciones están más bien en la forma narrativa adoptada, pues el film no desarrolla la historia desde la sensibilidad y la visión subjetiva del personaje femenino, como ocurría en la mayor parte del libro de S. Bullrich, sino desde una perspectiva equidistante entre las dos protagonistas.”

Armando M. Rapallo en Clarín dijo:

”Un film que nada agrega a nuestra cinematografía.”